# C-SPAN
Cable-Satellite Public Affairs Network (C-SPAN; /ˈsiːˌspæn/) é uma rede de televisão paga americana, que foi criado em 1979 pela indústria de televisão por cabo como um serviço público sem fins lucrativos. Ele televisiona muitos procedimentos do governo federal dos Estados Unidos, bem como outros programas de assuntos públicos. A rede C-SPAN inclui os canais de televisão C-SPAN (com foco na Câmara dos Deputados dos EUA), C-SPAN2 (com foco no Senado dos EUA) e C-SPAN3 (com transmissão de outras audiências do governo e programação relacionada), a estação de rádio WCSP-FM e um grupo de sites que fornecem mídia de streaming e arquivos de programas C-SPAN. Os canais de televisão da C-SPAN estão disponíveis para aproximadamente 100 milhões de residências a cabo e por satélite nos Estados Unidos, enquanto o WCSP-FM é transmitido por rádio FM em Washington, D.C. e está disponível por todo os EUA no SiriusXM via streaming na Internet e globalmente através de aplicativos para dispositivos iOS e Android.
A rede transmite eventos políticos dos EUA, particularmente cobertura ao vivo e "martelo a martelo" do Congresso dos EUA, bem como procedimentos ocasionais dos parlamentos canadense, australiano e britânico (incluindo as perguntas semanais do primeiro-ministro) e outros eventos importantes em todo o mundo. Sua cobertura de eventos políticos e políticos é moderada, fornecendo ao público informações não filtradas sobre política e governo. A cobertura não-política inclui programação histórica, programas dedicados a livros de não ficção e programas de entrevistas com indivíduos notáveis associados a políticas públicas. A C-SPAN é uma organização privada, sem fins lucrativos, financiada por suas afiliadas a cabo e por satélite, e não possui anúncios em nenhuma de suas redes, estações de rádio ou sites, nem solicita doações ou promessas. A rede opera de forma independente e nem a indústria de cabos nem o Congresso têm controle sobre seu conteúdo de programação.

## História

### Desenvolvimento

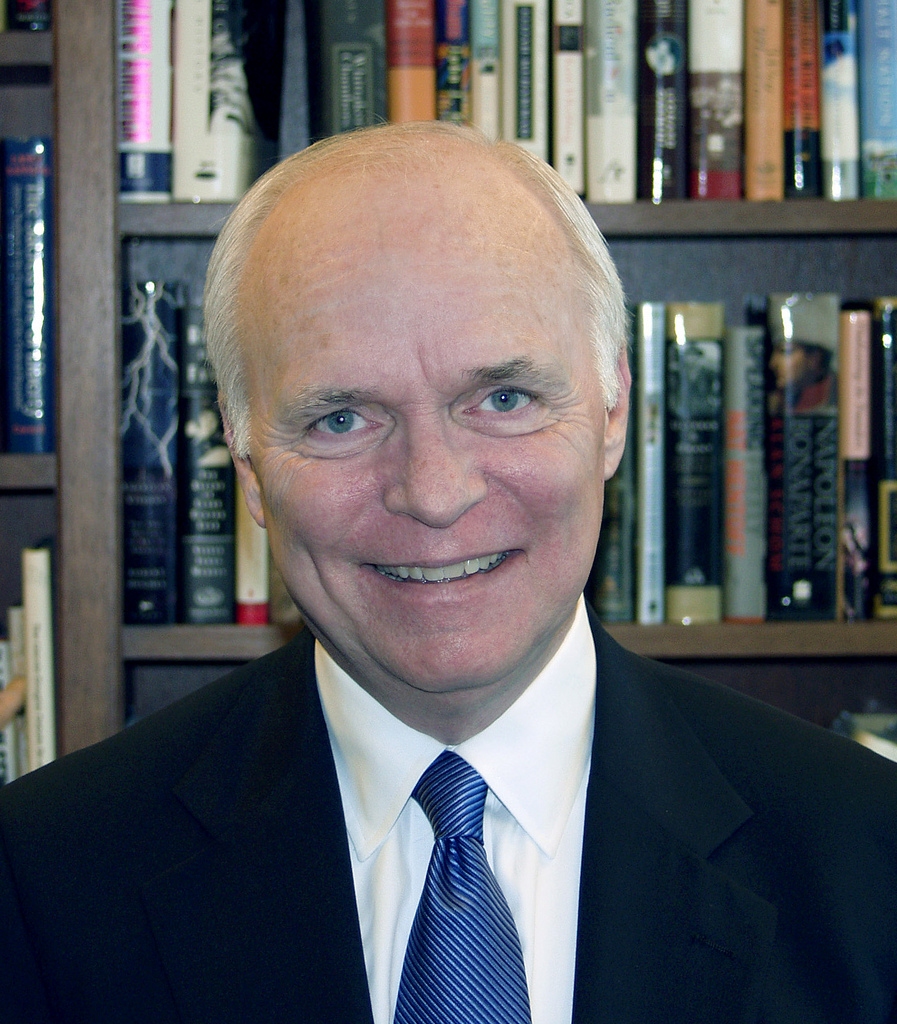
Brian Lamb fundou a C-SPAN em 1979

Brian Lamb, presidente da C-SPAN e ex-diretor executivo, concebeu a C-SPAN em 1975 enquanto trabalhava como chefe do departamento de Washington, D.C. da revista comercial da indústria de cabos Cablevision. Foi um período de rápido crescimento no número de canais de televisão a cabo disponíveis nos Estados Unidos e Lamb imaginou uma rede sem fins lucrativos financiada pela indústria de cabo para sessões de televisão do Congresso dos EUA e outros eventos de assuntos públicos e discussões de políticas. Lamb compartilhou sua ideia com vários executivos de cabo, que o ajudaram a lançar a rede. Entre eles estavam Bob Rosencrans, que forneceu 25.000 dólares em financiamento inicial em 1979 e John D. Evans, que forneceu a fiação e o acesso ao headend necessário para a distribuição do sinal C-SPAN. De acordo com um relatório do comentarista Jeff Greenfield na Nightline em 1980, O C-SPAN foi lançado para fornecer cobertura televisiva dos eventos políticos dos EUA em sua totalidade, ajudando os espectadores a manter uma visão completa da política e, especialmente, das campanhas presidenciais, ao contrário dos noticiários de televisão que "não nos informam realmente sobre o que os candidatos pretendem fazer com o poder que eles nos pedem".
O C-SPAN foi lançado em 19 de março de 1979, tempo da primeira sessão televisionada disponibilizada pela Câmara dos Deputados, começando com um discurso do então representante do Tennessee, Al Gore. Após sua estreia, apenas 3,5 milhões de casas foram conectadas para o C-SPAN, e a rede tinha apenas três funcionários. O C-SPAN iniciou suas operações em período integral em 14 de setembro de 1982. O segundo canal C-SPAN, C-SPAN2, ocorreu em 2 de junho de 1986, quando o Senado dos EUA se permitiu ser televisionado. Começou as operações em período integral em 5 de janeiro de 1987. O C-SPAN3, o canal de expansão mais recente, iniciou operações em período integral em 22 de janeiro de 2001, e mostra políticas públicas ao vivo/gravadas e eventos relacionados ao governo durante a semana, com programação histórica sendo exibida nas noites e fins de semana. Às vezes, também serve como um canal de estouro para conflitos de programação ao vivo no C-SPAN e C-SPAN2. O C-SPAN3 é o sucessor de um canal digital chamado C-SPAN Extra, que foi lançado na área de Washington D.C. em 1997 e transmitiu eventos políticos ao vivo e gravados a partir das 9:00 da manhã até às 6:00 da tarde, horário do oriente, de segunda a sexta-feira.
A Rádio C-SPAN iniciou suas operações em 9 de outubro de 1997, cobrindo eventos semelhantes às redes de televisão e transmitindo frequentemente sua programação. A estação transmite no WCSP (90.1 FM) em Washington, D.C., também está disponível no canal XM Satellite Radio 120 e é transmitida ao vivo pelo site c-span.org. Anteriormente, estava disponível na Sirius Satellite Radio de 2002 a 2006.
Lamb se aposentou em março de 2012, coincidindo com o 33º aniversário do canal, e deu o controle executivo da rede a seus dois tenentes, Rob Kennedy e Susan Swain.
Em 12 de janeiro de 2017, o feed on-line do C-SPAN1 foi interrompido e substituído por um feed da rede de televisão russa RT America por aproximadamente 10 minutos. A C-SPAN anunciou que estava solucionando problemas do incidente e "operando sob a suposição de que era um problema de roteamento interno".

### Aniversários
A C-SPAN comemorou seu décimo aniversário em 1989 com uma retrospectiva de três horas, com Lamb lembrando o desenvolvimento da rede. O 15º aniversário foi comemorado de maneira não convencional, pois a rede facilitou uma série de reconstituições dos sete históricos Debates Lincoln-Douglas de 1858, que foram televisionados de agosto a outubro de 1994 e foram retransmitidos de tempos em tempos desde então. Cinco anos depois, a série American Presidents: Life Portraits, que ganhou o Peabody Award, serviu como uma observação de um ano do 20º aniversário do C-SPAN.

O logotipo da C-SPAN de 1991 até o dia anterior ao seu 40º aniversário em 18 de março de 2019. O logotipo recebeu diferentes sugestões de design, coloração e foi renderizado em 3D em vários momentos, dependendo das tendências do design ao longo dos anos e décadas

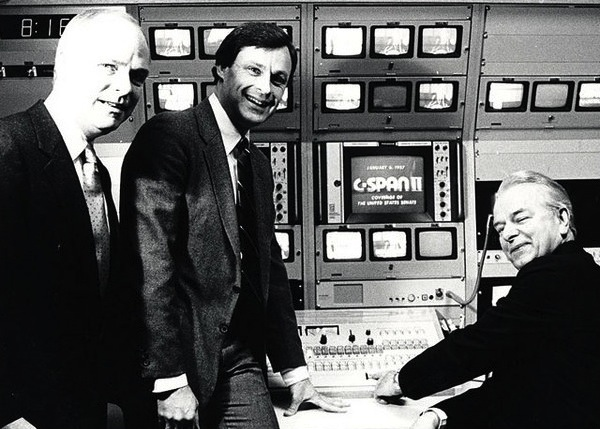
Sen. Robert Byrd (à direita), o fundador da C-SPAN Brian Lamb (à esquerda) e Paul FitzPatrick trocam o interruptor da C-SPAN2 em 2 de junho de 1986. FitzPatrick era presidente da C-SPAN na época.

Em 2004, a C-SPAN comemorou seu 25º aniversário, quando a rede principal era vista em 86 milhões de residências, a C-SPAN2 estava em 70 milhões de lares e o C-SPAN3 estava em oito milhões de lares. Na data de aniversário, C-SPAN repetiu a primeira hora televisionada do debate na Câmara dos Deputados de 1979 e, durante todo o mês, o 25º aniversário de recursos incluídos os segmentos "then and now" com jornalistas que tinham aparecido na C-SPAN durante os seus primeiros anos. Também foi incluído no 25º aniversário um concurso de redação para os espectadores escreverem sobre como o C-SPAN influenciou sua vida em relação ao serviço comunitário. Por exemplo, um vencedor de um concurso de redação escreveu sobre como a programação de livros de não ficção do C-SPAN serve como um recurso em sua missão de caridade de gravar livros de áudio de não ficção para pessoas cegas.
Para comemorar 25 anos de ligações telefônicas, em 2005, o C-SPAN realizou uma "maratona de chamadas" de 25 horas, a partir das oito da noite, Horário Oriental, na sexta, 7 de outubro, terminando às nove da noite, Horário Oriental, no sábado, 8 de outubro. A rede também teve um concurso de redação para espectadores, cujo vencedor foi convidado a co-hospedar uma hora da transmissão dos estúdios do C-SPAN em Capitol Hill.

### Escopo e limitações da cobertura
O C-SPAN continua a expandir sua cobertura de processos governamentais, com um histórico de solicitações a funcionários do governo por maior acesso, especialmente à Suprema Corte dos Estados Unidos. Em dezembro de 2009, Lamb escreveu aos líderes da Câmara e do Senado, solicitando que as negociações para a reforma dos cuidados de saúde fossem televisionadas pelo C-SPAN. As reuniões do comitê sobre cuidados com a saúde foram transmitidas posteriormente pelo C-SPAN e podem ser visualizadas no site do C-SPAN. Em novembro de 2010, Lamb escreveu para o Presidente da Câmara, John Boehner, solicitando alterações nas restrições de câmeras na Câmara. Em particular, a C-SPAN pediu para adicionar algumas de suas próprias câmeras operadas por robótica às câmeras controladas pelo governo existentes na câmara da Câmara. Em fevereiro de 2011, Boehner negou o pedido. Também foi negado um pedido prévio à presidente designada Nancy Pelosi, em 2006, de adicionar as câmeras do C-SPAN na câmara da Câmara para registrar os procedimentos no andar. Embora o C-SPAN use os cabos de alimentação da câmara do congresso, as câmeras pertencem e são controladas por cada órgão respectivo do Congresso. Pedidos da C-SPAN para acesso de câmeras a eventos não governamentais, como o jantar anual do Gridiron Club, também foram negados.
Em 22 e 23 de junho de 2016, o C-SPAN gravou vídeos do piso da Câmara de representantes individuais da Câmara através dos serviços de streaming Periscope e Facebook Live durante um protesto sentado dos democratas da Câmara pedindo uma votação sobre as medidas de controle de armas após o tiroteio em uma boate de Orlando em 2016. Isso precisava ser feito porque—como a manifestação foi realizada fora da sessão formal e enquanto a Casa estava em recesso oficial—as câmeras da Casa existentes não puderam ser utilizadas para cobertura do evento por regra. Embora o uso de dispositivos eletrônicos para criar os feeds do Periscópio pelos democratas da Câmara viole as regras da Câmara que proíbem seu uso no chão, C-SPAN não declarou por que escolheu transmitir esses feeds. A rede publicou isenções de responsabilidade no ar e em seus feeds oficiais de mídia social, observando as restrições.

### Expansão e tecnologia
Desde o final dos anos 90, o C-SPAN expandiu significativamente sua presença online. Em janeiro de 1997, o C-SPAN começou a transmitir em tempo real o C-SPAN e o C-SPAN2 em seu site, a primeira vez que o Congresso foi transmitido on-line ao vivo. Para cobrir as convenções democráticas e republicanas e os debates presidenciais de 2008, o C-SPAN criou dois sites independentes: o Centro de Convenções e o Centro de Debates. Além das transmissões em tempo real das redes de televisão da C-SPAN on-line, o c-span.org apresenta ainda mais programação ao vivo, como audições de comitês e discursos que são transmitidos no final do dia, após a saída da Câmara e do Senado.
O C-SPAN começou a promover a interação do público no início de sua história, pela incorporação regular de chamadas telefônicas de telespectadores em sua programação. Desde então, expandiu-se para as mídias sociais. Em março de 2009, telespectadores começaram a enviar perguntas ao vivo via Twitter para os convidados no programa matinal do C-SPAN, Washington Journal. A rede também possui uma página no Facebook à qual adicionou ocasionalmente transmissão ao vivo em janeiro de 2011. A transmissão ao vivo tem como objetivo mostrar eventos selecionados e bem divulgados do Congresso. Em junho de 2010, C-SPAN se juntou com o site Foursquare para fornecer aos usuários do aplicativo com acesso a conteúdo C-SPAN "geotagging" em vários locais em Washington, D.C.
Em 2010, o C-SPAN iniciou uma transição para as transmissões de alta definição, planejadas para ocorrer em um período de 18 meses. A rede forneceu C-SPAN e C-SPAN2 em alta definição em 1º de junho de 2010 e C-SPAN3 em julho de 2010.
Como parte do 40º aniversário da rede, a C-SPAN instituiu a primeira alteração de logotipo na história da rede em 18 de março de 2019.

### Senado e Câmara dos Deputados
A programação principal da rede C-SPAN é a cobertura ao vivo da Câmara e do Senado dos EUA, com o canal C-SPAN enfatizando a Câmara dos Deputados dos Estados Unidos. Entre 1979 e maio de 2011, a rede transmitiu mais de 24.246 horas de ação no chão. O C-SPAN2, a primeira das redes derivadas do C-SPAN, oferece cobertura ao vivo ininterrupta do Senado dos Estados Unidos. Com a cobertura da Câmara e do Senado, os telespectadores podem acompanhar a legislação à medida que ela passa pelos dois órgãos do Congresso. Importantes debates no Congresso que o C-SPAN cobriu ao vivo incluem o conflito no Golfo Pérsico em 1991, e o voto de impeachment da Câmara e o julgamento no Senado do presidente Bill Clinton em 1998 e 1999. Quando a Câmara ou o Senado não está em sessão, os canais do C-SPAN transmitem outros programas de assuntos públicos e gravações de eventos anteriores.